# Стрельцов, Василий Витальевич
Васи́лий Вита́льевич Стрельцо́в (31 января 1990, Нижневартовск) — российский хоккеист, нападающий. Воспитанник нижневартовского хоккея. Брат Александра Стрельцова. В настоящее время является игроком хоккейного клуба «Тамбов », выступающего в ВХЛ.

## Карьера
Василий Стрельцов начал свою профессиональную карьеру в 2009 году в составе екатеринбургского «Автомобилиста», выступая до этого за его фарм-клуб. В своём дебютном сезоне в Континентальной хоккейной лиге Василий провёл на площадке всего 5 матчей, однако уже в следующем сезоне крепко закрепился в основе «Автомобилиста». После создания МХЛ в 2009 году, Василий параллельно выступал как за основную команду, так и за молодёжный клуб «Авто», в составе которого, в общей сложности, сыграл 85 игр и набрал 81 (32+49) очко.
Он был обменян с братом в Тольяттинский клуб «Лада» на выбора во втором и в третьем раундах драфта КХЛ. В 2018 году вместе с братом перешел во Владивостокский Адмирал, где отыграл два сезона. С середины 2020 года играет в ВХЛ, выступал за такие клубы, как "Сокол", ХК "Ростов".С 2023 года является игроком хоккейного клуба "Тамбов" из одноименного города.

## Статистика
| Легенда | Легенда                    | Легенда | Легенда                   | Легенда | Легенда    |
| ------- | -------------------------- | ------- | ------------------------- | ------- | ---------- |
| И       | Количество проведённых игр | Штр     | Штрафное время            | +/−     | Плюс-минус |
| Г       | Голы                       | П       | Голевые передачи          | О       | Очки       |
| -       | Статистика неизвестна      | —       | Статистика не учитывалась |         |            |

### Клубная карьера
- a В этом сезоне в «Плей-офф» учитывается статистика игрока в Кубке Надежды.

## Интересные факты
У Василия есть брат-близнец Александр, который также профессионально занимается хоккеем и является его одноклубником.